# وليد السويركي
وليد السويركي مترجم وكاتب أردني، ولد عام 1967م في الجفتلك في فلسطين. نشر ترجماته في الصحف والدوريات الأردنية والعربية، وترجم العديد من المؤلفات عن اللغة الفرنسية من أبرزها كتاب (اللانظام العالمي الجديد) للفيلسوف الفرنسي تزفيتان تودوروف.

## العمل
عمل مدرساً للأدب الفرنسي في جامعة اليرموك في الأردن من 1996 إلى 2008م.

## إصدارات

### مؤلفات
| الكتاب            | سنة النشر |
| ----------------- | --------- |
| أجنحة بيضاء لليأس | 2006م     |

### ترجمات
| الكتاب                                         | المؤلف                 | سنة النشر |
| ---------------------------------------------- | ---------------------- | --------- |
| اللانظام العالمي الجديد                        | تزفيتان تودوروف        | 2005م     |
| بعيداً عن البشر                                 | باسكال ديسان           | 2007م     |
| طردت اسمك من بالي                              | أمبرتو أكابال          | 2009م     |
| في خانة اليك                                   | ايوجين                 | 2010م     |
| ما كنت لأوذي ذبابة                             | آن - ليز غروبيتي       | 2010م     |
| أساتذة اليأس: النزعة العدمية في الأدب الأوروبي | نانسي هيوستن           | 2012م     |
| الفارس الأزرق                                  | فيليب لوشيرمير         | 2012م     |
| أصوات                                          | أنطونيو بورشيا         | 2015م     |
| رافيل                                          | جان إشنور              | 2016م     |
| وسادة من عشب                                   | ناتشومي سوسيكي         | 2018م     |
| طيران ليلي                                     | أنطوان دوسانت إكزوبيري | 2019م     |
| لا تنس أن تعيش : غوته وتقليد التمارين الروحية  | بيير آدو               | 2020م     |
| الغربان غجر السماء                             | ألكسندر رومانس         | 2021م     |
| كمثل شجرة تسقط من ثمرة                         | روبيرتو خواروس         | 2022م     |